# Serra River
Der  Serra River (während der deutschen Kolonialzeit auch Goßlerfluss oder Sarai genannt) ist ein kleiner Küstenfluss in der Sandaun Province im nördlichen Papua-Neuguinea.
Die Mündung, die einen kleinen ca. 50 m breiten, trichterförmigen Ästuar bildet, wird wenige 100 Meter landeinwärts vom Zusammenfluss zweier kleiner Flüsse gebildet, von denen einer östlich und einer westlich aus dem Landesinnere verläuft.
Der Fluss wurde zur deutschen Kolonialzeit 1885 von dem deutschen Forschungsreisenden Otto Finsch während seiner Reise auf der Samoa aus europäischer Sicht entdeckt und vermutlich nach dem Bankier und Geschäftsmann Heinrich Gossler, benannt, der an verschiedenen Kolonialunternehmungen beteiligt war.